# Jankauskas
Jankauskas ist ein litauischer männlicher Familienname, abgeleitet von Jankus.

## Weibliche Formen
- Jankauskaitė (ledig)
- Jankauskė (neutral)
- Jankauskienė (verheiratet)

## Namensträger
- Bronius Jankauskas, Fußballspieler
- Darius Jankauskas (* 1992), Fußballspieler
- Donatas Jankauskas (* 1958), Politiker
- Edgaras Jankauskas (* 1975), Fußballspieler
- Eligijus Jankauskas (* 1998), Fußballspieler
- Mykolas Jankauskas (1905–1999), Forstwissenschaftler und Professor